# Planay (Côte-d'Or)
Planay é uma comuna francesa na região administrativa da Borgonha-Franco-Condado, no departamento de Côte-d'Or. Estende-se por uma área de 9 km². Em 2010 a comuna tinha 71 habitantes (densidade: 7,9 hab./km²).